# Hulu Sungai Tengah
Hulu Sungai Tengah (indonez. Kabupaten Hulu Sungai Tengah) – kabupaten w indonezyjskim Borneo Południowym. Jego ośrodkiem administracyjnym jest Barabai.
Hulu Sungai Tengah leży w środkowej części prowincji.
W 2010 roku kabupaten ten zamieszkiwało 243 460 osób, z czego 45 820 stanowiła ludność miejska, a 197 640 ludność wiejska. Mężczyzn było 121 518, a kobiet 121 942. Średni wiek wynosił 27,85 lat.
Kabupaten ten dzieli się na 11 kecamatanów:
- Haruyan
- Batu Benawa
- Hantakan
- Batang Alai Selatan
- Batang Alai Timur
- Barabai
- Labuan Amas Selatan
- Labuan Amas Utara
- Pandawan
- Batang Alai Utara
- Limpasu